# San Nicolás Hidalgo
San Nicolás Hidalgo è un comune del Messico, situato nello stato di Oaxaca.